# Excellent Cadaver

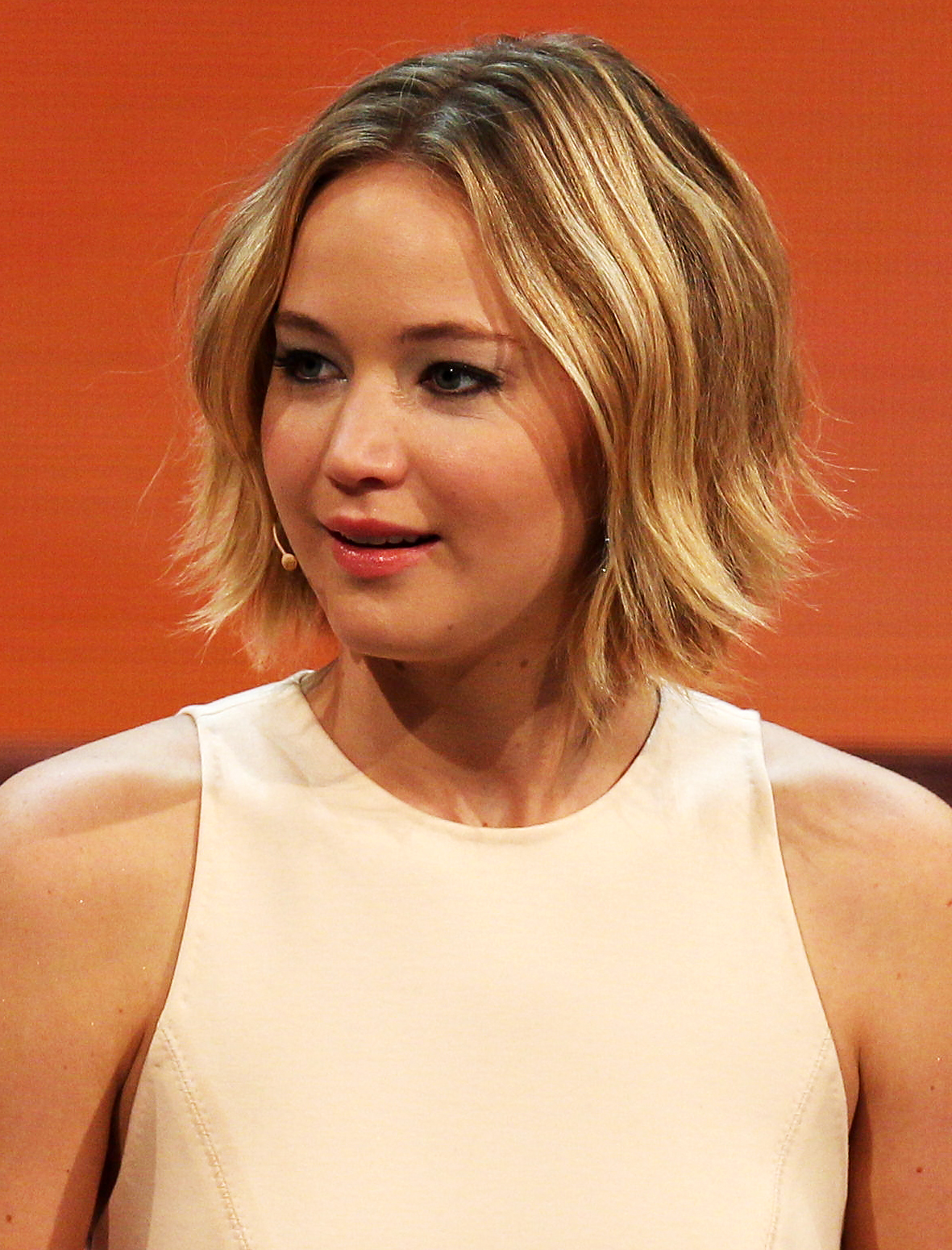
Jennifer Lawrence, fondatrice de Excellent Cadaver

Excellent Cadaver est une société de production cinématographique et télévisuelle fondée par l'actrice Jennifer Lawrence,,.

## Histoire
En 2018, Excellent Cadaver a été fondée par l'actrice Jennifer Lawrence. Lawrence produira avec sa partenaire de production, Justine Polsky.
En octobre 2018, il a été annoncé que la société avait signé un accord de premier regard avec Makeready, qui financera et produira de manière indépendante avec Excellent Cadaver, ou via les accords de financement et de production de Makeready avec Universal Pictures et Entertainment One,.

## Filmographie
- 2022 : Causeway de Lila Neugebaue (avec IAC Films et A24)[4]
- 2023 : Le Challenge (No Hard Feelings) de Gene Stupnitsky

En développement
- Bad Blood (avec Gary Sanchez Productions et Legendary Entertainment)[5]
- Burial Rites (avec TriStar Pictures)[6]
- Mob Girl (avec Makeready)[7]
- Project Delirium (avec 2929 Entertainment)[8]
- Projet Jennifer Lawrence/Amy Schumer sans titre[9]
- Zelda[10]